# Dommage qu'elle soit une putain (film)
Pour plus de détails, voir Fiche technique et Distribution.
Dommage qu’elle soit une putain (titre original : Addio fratello crudele) est un film italien réalisé en 1971 par Giuseppe Patroni Griffi et tiré de la pièce homonyme de l'écrivain britannique John Ford publiée en 1633.

## Synopsis
Dans le Mantoue de la Renaissance, Annabella et Giovanni, frères et sœurs, cultivent secrètement un amour incestueux. Enceinte de son frère, Annabella décide d'épouser le moins importun de ses nombreux prétendants, le noble Soranzo. Cependant, lorsqu'il découvre que sa fiancée, qui l'a longtemps renié, n'est pas vierge, mais enceinte, il invite sa famille à un banquet pour venger l'insulte et commettre un massacre.
Giovanni sera le premier à verser le sang, tuant sa sœur bien-aimée et offrant son cœur à son rival. Il existe plusieurs différences entre la pièce et cette version cinématographique. Dans le film, Giovanni est tué par Soranzo (ce qui est l'inverse de ce qui se passe dans la version scénique). De plus, Annabella n'est pas brûlée vive.

## Fiche technique
Sauf indication contraire, les informations mentionnées dans cette section peuvent être confirmées par la base de données cinématographiques IMDb,  présente dans la section « Liens externes ».
- Titre français : Dommage qu'elle soit une putain[1]
- Titre original italien : Addio fratello crudele[2]
- Réalisation : Giuseppe Patroni Griffi
- Scénario : Alfio Valdarnini, Carlo Carunchio, Giuseppe Patroni Griffi d'après la pièce Dommage qu'elle soit une putain (Tis Pity She's a Whore) de John Ford publiée en 1633.
- Photographie : Vittorio Storaro
- Montage : Franco Arcalli
- Musique : Ennio Morricone, dirigé par Bruno Nicolai
- Décors : Mario Ceroli (it)
- Costumes : Gabriella Pescucci
- Maquillage : Mauro Gavazzi, Mario Di Salvio
- Production : Silvio Clementelli (it)
- Société de production : Clesi Cinematografica (it)
- Pays de production :  Italie
- Langue originale : italien
- Format : Couleurs par Technicolor - 1,85:1 - Son mono - 35 mm
- Genre : Mélodrame historique
- Durée : 111 minutes (1 h 41[2])
- Dates de sortie : 
  - Italie : 20 septembre 1971
  - France : 25 janvier 1973

## Distribution
- Charlotte Rampling : Annabella
- Oliver Tobias : Giovanni
- Fabio Testi : Soranzo
- Antonio Falsi : Bonaventura
- Rik Battaglia : Mercante, le père
- Angela Luce : La gouvernante de Mercante
- Rino Imperio : Le serviteur de Soranzo